# 配線設計
配線設計是一個涉及多領域的工程工作，需要考慮到性能、可靠性、安全性、成本等多方面的因素。狹義的配線設計是指佈置電力線路，選擇合適的線材、保護設施等，以確保系統正常運行並符合安全規範。

## 依使用的用戶的區分
- 工業配線[2]：
指在工業環境中進行的電氣、控制系統、機械設備及通信設施的配線設計與安裝。其主要目的是確保各種設備和系統之間能夠安全、穩定、可靠地進行電力和信號傳輸。工業配線通常應用於各種工業領域，包括製造業、機械設備、能源、石化、化工、機電設備、自動化等。

- 室內配線[3]：
指在建築物或室內空間內，為了供應電力、通信、照明、空調等設備而進行的電氣配線安裝。這類配線主要負責將電力或信號從主電源引入並分配到各個設備、插座、開關及燈具等。室內配線不僅要滿足功能需求，還需要符合安全規範、節能需求以及美觀等要求。

## 配線設計時的考量重點
- 過電流保護[4]：
是一種電氣保護措施，用來防止電氣系統中出現過多的電流，避免因為過電流引發的損壞、火災或其他安全事故。當電路中的電流超過設計的安全值時，過電流保護裝置會自動切斷電源或降低電流，從而保護設備和電路。

- 短路電流[5]計算：
用來確定在電氣系統中發生短路故障時，電路中流過的電流大小。這種計算對於設計電力系統和選擇適當的保護裝置（如斷路器、熔斷器等）非常重要，以確保系統能夠在短路事件中及時斷開，從而防止設備損壞或火災等安全隱患。

## 相關
̼
- 配線圖
- 配電箱
- 電氣線路
- 接地系統
- IEC 60364（英语：IEC 60364） - 低壓電氣設備
- BS 7671（英语：BS 7671） - 電氣安裝要求